# 泉州纺织服装职业学院
泉州纺织服装职业学院，简称泉纺，是中华人民共和国的一所全日制专科民办普通高等职业学校，位于福建省石狮市。
2001年，泉州育青职业技术学院成立。2005年2月5日，更名为泉州纺织服装职业学院。